# Давидок Раїса Сергіївна
Раїса Сергіївна Давидок (рос. Раиса Сергеевна Давыдок; нар. 17 жовтня 1984) — російська та азербайджанська футболістка, нападниця та захисниця. Виступала за збірну Азербайджану.

## Життєпис
Вихованка ДЮСШ воронезької «Енергії». У 2005-2007 роках виступала за основний склад «Енергії» в першому дивізіоні.
У 2008 році перейшла в «Ладу» (Тольятті), свій перший сезон за команду провела в першій лізі, а в 2009 році зіграла один неповний матч у вищій лізі.
Потім перейшла в «Мордовочку», в сезоні 2010 року виступала в першій лізі. В одному з матчів, в липні 2010 року проти саратовського клубу «Віват-Волжанка» (11:2) відзначилася 5-ма голами, а всього за сезон забила 19 м'ячів — 15 у зональному та 4 — у фінальному турнірі. У 2011-2013 роках грала за саранський клуб у вищій лізі, де провела 26 матчів. Також у складі «Мордовочки» брала участь в змаганнях з футзалу, переможниця та найкраща бомбардирка Поволзької футзальної ліги (2011).
Станом на 2015 рік виступала за «Ладу» (СДЮСШОР № 12) в чемпіонаті Самарської області.
У 2009 році разом з групою російських футболісток запрошена в збірну Азербайджану.